# 3332 Raksha
3332 Raksha је астероид главног астероидног појаса са средњом удаљеношћу од Сунца која износи 2,544 астрономских јединица (АЈ).
Апсолутна магнитуда астероида је 11,7.